# الفن اليوناني البوذي

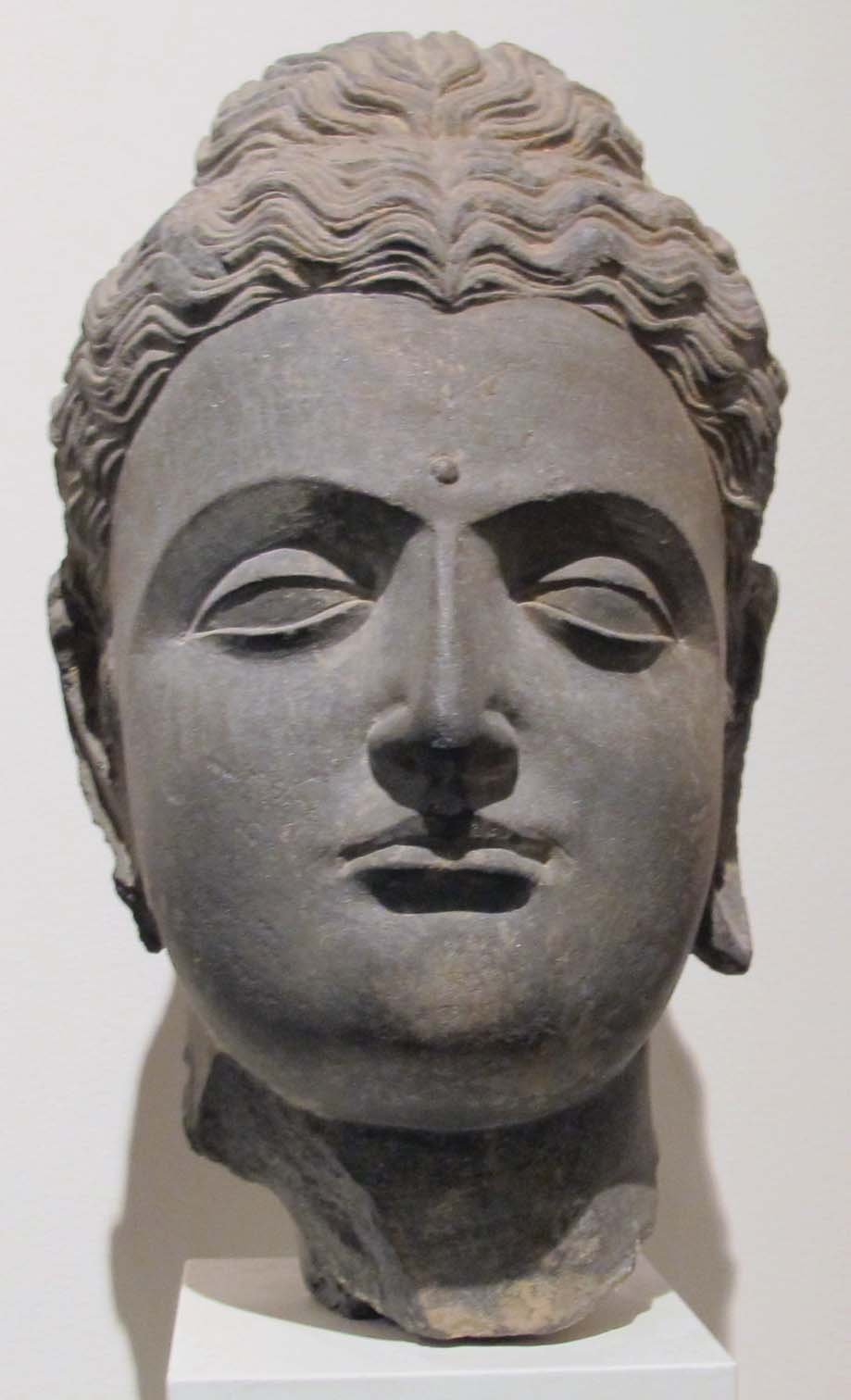
غاندارا بودا، القرن الأول أو الثاني الميلادي.

الفن اليوناني البوذي هو المظهر الفني للبوذية اليونانية، توفيق حضاري بين الحضارة اليونانية القديمة والبوذية. يتميز الفن اليوناني البوذي بالواقعية المثالية القوية والوصف الحسي للفن الهلنستي بالإضافة إلى أول تمثيل لبوذا في صورة بشرية، وهو ما ساعد في تعريف القانون الفني (وبالأحرى النحتي) للفن البوذي على طول القارة الآسيوية حتى الوقت الحاضر. إنه أيضًا مثال قوي على التوافق الحضاري بين التقاليد الشرقية والغربية.
ترجع أصول الفن اليوناني البوذي إلى المملكة اليونانية البخترية (250-130 ق.م.) التي تقع حاليًا في أفغانستان ومنها انطلقت الحضارة الهلنستية إلى شبه القارة الهندية (180-10 ق.م.). تحت حكم اليونانيين الهنود والكوشانيين، ازدهر التفاعل بين الحضارتين اليونانية والبوذية في غاندارا التي تقع حاليًا في شمال باكستان، قبل أن تمتد إلى الهند، وهو ما أثر على فن ماتهورا، ومن ثم على الفن الهندوسي لإمبراطورية جوبتا، التي كانت ستمتد إلى بقية جنوب شرق آسيا. وامتد تأثير الفن اليوناني البوذي أيضًا إلى الشمال تجاه آسيا الوسطى، وهو ما كان شديد التأثير على فن حوض تاريم وفي النهاية، أثر على الفن في كل من الصين وكوريا واليابان.

## الفن الهلنستيني في جنوب آسيا
أُسست ولايات هلنستية قوية في مناطق من باختر وبلاد الصغد، وشمال الهند فيما بعد لمدة ثلاثة قرون بعد غزو الأسكندر الأكبر الذي كان نحو 330 ق.م.، وإمبراطورية سلوقيون حتى 250 ق.م. التي تبعتها المملكة اليونانية الباخترية حتى 130 ق.م.، والمملكة الهندية اليونانية من 180 ق.م. حتى ما يقرب من 10 ق.م.
نجد أوضح النماذج عن الفن الهلنستي في عملات الملوك اليونانيين الباختريين لهذه الفترة، مثل ديميتيرياس الأول من باختر. استُخرج العديد من عملات الملوك اليونانيين الباختريين، بما فيها أكبر عملات فضية وذهبية سُكَّت في العالم الهلنستي، وتعتبر من ضمن الأفضل في التطور الفني والتقني: «تظهر درجة من التفرد لا تضاهيها الأوصاف الأكثر رقة التي اعتاد أن يصفها بها معاصروها الملكيون من الغرب الأقصى». «اليونان والعالم الهلنستي».
أسست هذه الممالك الهلنستية مدنًا على الطراز اليوناني، كما في آي-خانوم في باختر، التي تعرض سمات معمارية هلنستية بحتة، والمنحوتات الهلنستية، وبقايا مطبوعات ورق البردي الأرسطي وكنوز من العملات.
نفذت هذه العناصر اليونانية في الهند مبكرًا جدًا كما يظهر في تاج عمود باتاليبوترا (القرن الثالث ق.م.)، لكن أصبح تأثيرها شديدًا بشكل ملحوظ بالتحديد في شمال غرب الهند، بعد غزو اليونانيين الباختريين في 180 ق.م.، عندما أسسوا المملكة الهندية اليونانية في الهند. أُسست مدن يونانية محصنة مثل سركب في شمال باكستان. استخدمت الأساليب المعمارية الزخارف الهلنستية مثل أكاليل الورد واللفائف. عُثر على لوحات حجرية بالزيوت العطرية تمثل مواضيع هلنستية بحتة مثل النيريد وهي تمتطي وحش البحر سيتوس.
عُثر على آلهة هلنستية مثل أطلس في هادا. وصُورت آلهة الرياح وهو ما سيؤثر على تمثيل الرياح فتكون بعيدة حتى اليابان. تصور مشاهد ديونيساك أشخاصًا على الطريقة الكلاسيكية إذ يشربون الخمر من القوارير ويعزفون على الآلات الموسيقية.

## إبداعات غاندارا المبكرة: اللوحات الحجرية (القرن الثاني قبل الميلاد- القرن الأول بعد الميلاد)
اليونانيون في آسيا مشهورون بالعمارة بسبب لوحاتهم الحجرية، يطلق عليها أيضًا «صواني الحمام»، صوانٍ دائرية غالبًا ما توجد في أماكن تقع في باختر وغاندارا، وهي تمثل عادةً مشاهد الأساطير اليونانية. تعزى أقدم واحدة منها إلى الحقبة الهندية اليونانية في القرن الثاني والقرن الأول من الحقبة العامة (استُرجع قليل منها من المرحلة الهندية اليونانية الخامسة في سركب). استمر الإنتاج حتى عصر هنود الفرثيا، لكنهم اختفوا فعليًا بعد القرن الأول.